# Distrito de Ostrzeszów
Ostrzeszów (polaco: powiat ostrzeszowski) es un distrito (powiat) del voivodato de Gran Polonia (Polonia). Fue constituido el 1 de enero de 1999 como resultado de la reforma del gobierno local de Polonia aprobada el año anterior. Limita con otros seis distritos: al norte con Ostrów Wielkopolski y Kalisz, al este con Sieradz, al sudeste con Wieruszów, al sur con Kępno y al oeste con Oleśnica; y está dividido en siete municipios (gmina): tres urbano-rurales (Grabów nad Prosną, Mikstat y Ostrzeszów) y cuatro rurales (Czajków, Doruchów, Kobyla Góra y Kraszewice). En 2011, según el Oficina Central de Estadística polaca, el distrito tenía una superficie de 772,63 km² y una población de 55 047 habitantes.